# Sonderführer
Sonderführer  (en alemán: [ˈzɔndɐˌfyːʁɐ], "Líder especial"), abreviado Sdf o Sf, fue un rango especializado introducido en la Wehrmacht de la Alemania nazi en 1937 para la movilización de las fuerzas armadas alemanas. Con el borrador de Sonderführer para el servicio militar, la competencia de expertos y especialistas civiles podría explotarse con fines militares. Ciertas tareas se pueden completar, desde altos funcionarios, oficiales de grado de empresa, hasta  los suboficiales (NCO). Era posible una gran variación de las funciones de servicio, por ejemplo, en idiomas extranjeros, trabajo de propaganda, servicio médico, servicio veterinario y similares. Por lo general, los hombres no fueron entrenados como soldados. Recibieron el pago aplicable al puesto que tenían, pero solo en virtud de su nombramiento temporal. Como regla, a Sonderführer no se les permitía ejecutar el comando y los poderes disciplinarios conferidos al rango. Sin embargo, esto cambió en 1942, durante la Segunda Guerra Mundial.

## Categorías deSonderführer
Se convocaron reclutas para Sonderführer a casi todas las ramas de servicio (Heer, Luftwaffe y Kriegsmarine) o fuerzas especiales, equivalentes a asignaciones o nombramientos de personal militar en la jerarquía de la Wehrmacht. 
Asignaciones de funciones oficiales en la jerarquía del Heer (Ejército)

- Sonderführer (B), equivalente a Mayor/ Oberstleutnant ( OF-3 / -4),
- Sonderführer (K), equivalente a Hauptmann o Rittmeister (OF-2),
- Sonderführer (Z), equivalente a Leutnant / Oberleutnant ( OF-1) o líder de pelotón .

Asignaciones de funciones NCO en la jerarquía del Heer (Ejército)

- Sonderführer (O), también Dolmetscher O (en: Interpreter O), equivalente a un Oberfeldwebel (OR-7),
- Sonderführer (G), equivalente a un Unteroffizier (OR-4).

Los Sonderführer se desplegaron principalmente: 
- Como intérprete
- En ingeniería de la construcción
- En el campo de las finanzas públicas y las tareas de administración.
- Para manejar tareas científicas, por ejemplo, como arqueólogo o curador.
- En el campo de la ciencia agrícola.
- Transporte ferroviario, en particular ferrocarriles de campo.

En caso de experiencia profesional como fotógrafo o dibujante, el recluta apropiado podría ser llamado para Sonderführer a una llamada unidad de propaganda de la Wehrmacht. 
Un ejemplo de influencia individual en el territorio ocupado, en esta situación al idioma, es el caso del Sonderführer Leo Weisgerber. Inició una campaña para unificar el idioma Bretón. Hasta el momento, hay secuelas en la región francesa de Bretaña.

## Posición y estado
Los Sonderführer fueron llamados al servicio militar para utilizar las habilidades y la experiencia de especialistas en puestos de funciones definidas. Este estado era limitado en cuanto al tiempo, y se volvió revocable si un soldado con entrenamiento militar podía ocupar este puesto. En este caso, el Sonderführer se ajustó al procedimiento de entrenamiento militar "regular", etc. El antiguo puesto de función como Sonderführer, que contenía una "asignación" de servicio sin incluir un "grado" de servicio, permaneció sin consideración. 
Por orden en 1942 - el Sonderführer en asignaciones de oficiales recibió entrenamiento militar regular, para unirse al cuerpo de oficiales de reserva. Por lo tanto, las limitaciones para ejecutar el comando militar y los poderes disciplinarios se levantaron.
En la jerga de los soldados, Sonderführers, así como los oficiales de la Wehrmacht (en alemán: Wehrmachtsbeamte) y los capellanes del ejército (en alemán: Militärpfarrer), fueron llamados oficiales de calibre estrecho (en alemán: Schmalspuroffiziere). 
El estado legal del Sonderführer era equivalente al de un soldado en el sentido de la legislación de la Ley del Servicio Nazi. Por lo tanto, su estado como combatiente deriva. En la legislación de pensiones de la República Federal de Alemania, Sonderführers son equivalentes explícitos a los soldados regulares. 
Los emigrantes rusos, que sirvieron como intérpretes en la Wehrmacht, a menudo fueron juzgados con el estatus de Sonderführer.

## Rango SS
La designación SS-Sonderführer tenía un significado diferente en comparación con el Sonderführer en la Wehrmacht. Por lo tanto, SS- Sonderführer debe verse junto con la orden de rango de servicio del Schutzstaffel . 
Con el título SS-Führer im Sonderdienst (español SS-Führer en servicio especial), corto SS- Sonderführer (en: SS-Specialist leader), de 1942 SS- Fachführer en Waffen-SS (especialista en SS-Führer en Waffen -SS), se caracterizó la educación técnica de un miembro de las SS. 
La Allgemeine-SS introdujo la insignia del manguito del uniforme de la SS (los llamados Tätigkeitsabzeichen o Sonderlaufbahnabzeichen en el uniforme de la SS. Caracterizó las habilidades profesionales del especialista de las SS, por ejemplo: la llamada insignia especial de carrera del manguito (de: Sonderlaufbahnabzeichen) en el uniforme en 1935 
A partir de 1935: 
- Esculapio = Führer en el servicio médico.
- Esculapio negativo = personal médico
- Gothic Z = Führer en servicio médico dental
- Gótico A = Boticario
- Serpiente = Führer y Führer junior en el servicio veterinario.
- Arpa = Führer conductor (en alemán: Musikführer)

Sonderführer in World War II
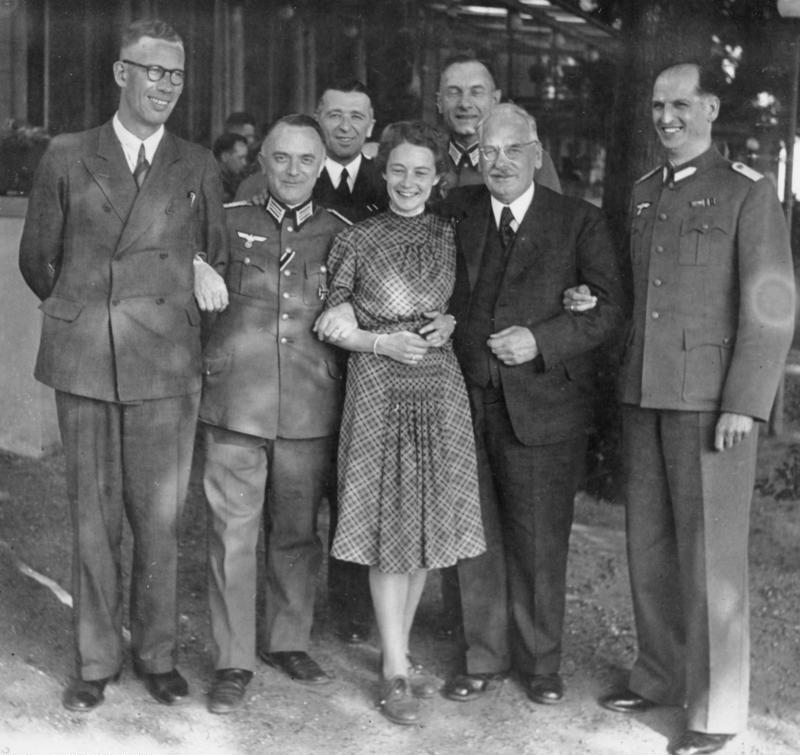
El servicio de Radio OKW en 1939. En el extremo derecho, un Sonderführer .
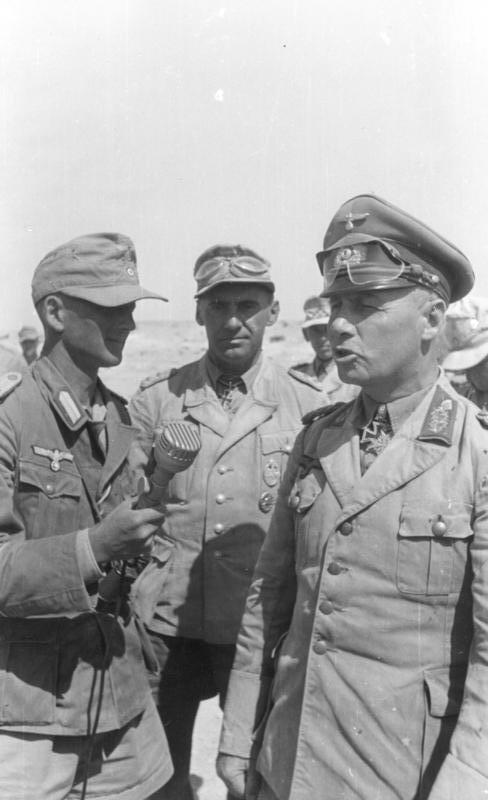
Rommel y Bayerlein, entrevistados por un Sonderführer (izquierda).
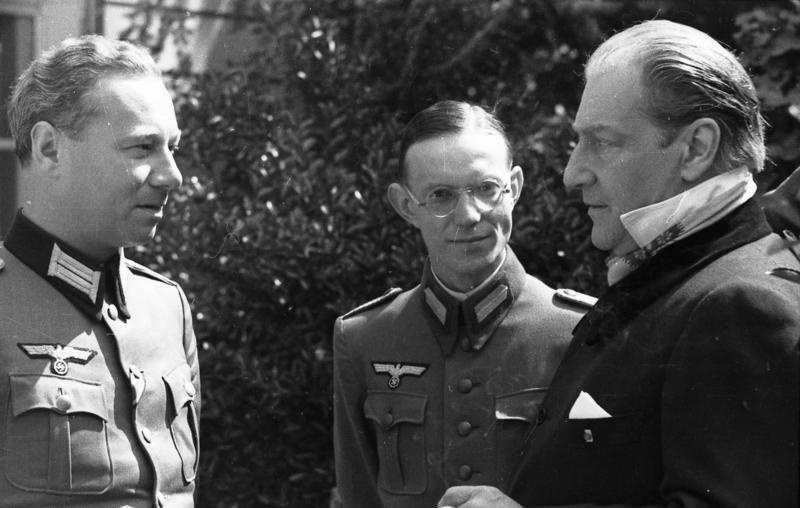
En el centro, un Sonderführer (O) como intérprete, Francia.

| Designación | Color del cuerpo | Color del cuerpo | Ejemplo | Observaciones      |
| --- | ---------------- | ---------------- | ------- | ------------------ |
| SS-Sonderführer <br> (también servicio de reclutamiento (de: Ersatzwesen) y oficiales de la Reserva de las SS ) | Verde oscuro     |                  |         | SS-Obersturmführer |

Fundamental, era posible agregar cualquier uso de cualquier rango SS junto con una asignación de Sonderführer SS a cualquier rango de servicio SS existente. El procedimiento normal era llamar a SS- Sonderführer desde el propio personal de SS.

## Sonderführer notables
- Lothar-Günther Buchheim, pintor, fotógrafo, escritor, editor y coleccionista de arte, fue desplegado en una compañía de propaganda de la Kriegsmarine como corresponsal de guerra de Sonderführer . Escribió en línea para experimentar personalmente la novela Das Boot .
- Hans von Dohnanyi, Sonderführer en el personal del almirante Wilhelm Canaris, miembro de la resistencia, ejecutado en 1945.
- Hans Fallada, autor de la novela, Sonderführer (B) en el llamado Reichsarbeitsdienst en Francia y después de la Segunda Guerra Mundial vivió en la zona de ocupación soviética donde murió en 1947.
- Joachim Fernau, como SS-Sonderführer de una unidad de propaganda asignada como correspondencia de guerra; después de la Segunda Guerra Mundial, un exitoso autor de libros de no ficción (o. a. Deutschland, Deutschland über alles...) y pintor.
- Hans Bernd Gisevius, llamado al almirante Wilhelm Canaris como Sonderführer en la división de personal Ausland / Abwehr del OKW, participó en el complot del 20 de julio para matar a Hitler; Más tarde fue autor del libro Bis zum bitteren Ende.
- Gerhard Heller, Sonderführer de Propaganda-Staffel Paris, responsable de la censura literaria y el suministro de papel; después de la Segunda Guerra Mundial, fue editor.
- Robert Pilchowski, experto en cultivo de té y caucho, se desempeñó como Sonderführer para la agencia "Arbeitsgemeinschaft niederländisch-indischer Firmen" (en: equipo de trabajo de empresas holandesas-indias) en Ámsterdam; después de la Segunda Guerra Mundial, fue autor.
- Fritz Piersig, Sonderführer (Z), como musicólogo responsable del control de la música en Francia desde 1940.
- Eberhard Taubert, colaborador de alto rango del Ministerio de Iluminación Pública y Propaganda del Reich, Sonderführer of Propaganda en la Noruega ocupada, escribió el escenario de la película El judío eterno; Después de la Segunda Guerra Mundial, asesor del Ministro de Defensa, Franz Josef Strauß.
- Wolfgang Willrich, como Sonderführer fanático defensor de la expresión artística nacionalsocialista.

## Literatura especializada
- Willi Bredel, Der Sonderführer, Berlín: Dietz-Verlag, 1948.
- Werner Müller, Sonderführer Günter Krüll, en: Zivilcourage Hg. Wolfram Wette ; Frankfurt / M: Fischer Taschenbuch Verlag, 2003. - Beschreibt die Rettung eines Juden aus dem Getto Pinsk.
- Walter Kempowski, Alles umsonst, München: Verlag Knaus, 2006. . La figura novedosa Eberhard von Globig fue Sonderführer en la Segunda Guerra Mundial.